# Thereza
Thereza is een geslacht van hooiwagens uit de familie Gonyleptidae.
De wetenschappelijke naam Thereza is voor het eerst geldig gepubliceerd door Roewer in 1943. 

## Soorten
Thereza omvat de volgende 4 soorten:
- Thereza albiornata
- Thereza amabilis
- Thereza poranga
- Thereza speciosa